# Robins Tchale-Watchou
Robins Tchale-Watchou (1,98 m, 124 kg), nascut el 10 de maig del 1983, és un jugador de rugbi del Camerun. Va evolucionar per jugar en la posició de segona línia al Montpeller Hérault Rugby Club després de diverses temporades al Football Club Auch Gers, a l'Stade Français CASG París i a la USAP. És l'actual president de la Unió Nacional de Jugadors de Rugbi (PROVALE).